# Ricardo Gullón Fernández
Ricardo Gullón Fernández (Astorga, 30 d'agost 1908 - Madrid, 11 de febrer de 1991) fou un advocat, escriptor, crític literari i assagista espanyol.

## Biografia
Nascut el 30 d'agost de 1908 a Astorga, província de Lleó, va cursar els estudis primaris a la seva ciutat natal, els secundaris a França i es llicencià en Dret per la Universitat de Madrid. Posteriorment, exercí en diverses ciutats espanyols com a funcionari de l'estat.
Després de conèixer Juan Ramón Jiménez, al qual l'uniria una forta amistat, va publicar la seva primer obra Fin de semana el 1935. En finalitzar la Guerra Civil espanyola fou fet presoner per col·laboració amb l'exèrcit republicà. Fou alliberat gràcies a l'ajuda de Luis Rosales i Luis Felipe Vivanco, però l'apartaren de la seva activitat professional durant tres anys.
A partir de 1949, alternà la docència universitària a la Universitat Internacional Menéndez Pelayo (UIMP) amb l'activitat jurídica. El 1953 viatja fins a Puerto Rico per visitar el seu amic Juan Ramón Jiménez, exiliat polític, i hi restà durant tres anys. Després de traslladar-se als Estats Units, decidí instal·lar-se en aquest país, on desenvolupà la docència en Literatura espanyola a les Universitats de Columbia, Chicago i Califòrnia.
Especialista en l'obra de Juan Ramón Jiménez, Benito Pérez Galdós, Antonio Machado i Miguel de Unamuno, el 1989 ingressà a la Reial Acadèmia Espanyola de la Llengua, i realitzà diversos estudis negant l'existència de la Generació del 98. El 1989 fou guardonat amb el Premi Príncep d'Astúries de les Lletres.
Ricardo Gullón va morir a Madrid l'11 de febrer de 1991.

## Obra seleccionada
- Vida de Pereda (1943)
- La poesía de Jorge Guillén (1949)
- Biografía de Gil y Carrasco (1951)
- Novelistas británicos contemporáneos (1954)
- Galdós novelista moderno (1957)
- Las secretas galerías de Antonio Machado (1958)
- Estudios sobre Juan Ramón Jiménez (1960)
- La invención del 98 y otros ensayos (1969)
- García Márquez y el arte de contar (1971)
- Direcciones del modernismo (1971)
- El modernismo visto por los modernistas (1980)
- Espacios poéticos de Antonio Machado (1987)